# Новая Украинка (Курганская область)
Новая Украинка — деревня в Половинском районе Курганской области. Входит в состав Половинского сельсовета.

## История
До 1917 года входила в состав Половинской волости Курганского уезда Тобольской губернии. По данным на 1926 год посёлок Ново-Украинка состояла из 124 хозяйства. В административном отношении входила в состав Половинского сельсовета Половинского района Курганского округа Уральской области.

## Население
| 1989 | 2002 | 2010 |
| ---- | ---- | ---- |
| 151  | ↘139 | ↘68  |

По данным переписи 1926 года в посёлке проживало 283 человека (124 мужчины и 159 женщин), в том числе: русские составляли 66 % населения, украинцы — 34 %.